# Ineta Radēviča
Ineta Radēviča, nekdanja latvijska atletinja, * 13. julij 1981, Krāslava, Sovjetska zveza.
Nastopila je na poletnih olimpijskih igrah v letih 2004 in 2012, ko je osvojila četrto mesto v skoku v daljino. Na svetovnih prvenstvih je osvojila srebrno medaljo leta 2011, na evropskih prvenstvih pa naslov prvakinje leta 2010. Leta 2010, 2011 in 2012 je bila razglašena za latvijsko športnico leta.

## Rezultati

##### Evropsko prvenstvo
| Leto | Tekmovanje                   | Prizorišče         | Mesto | Disciplina     | Daljava |
| ---- | ---------------------------- | ------------------ | ----- | -------------- | ------- |
| 2010 | Evropsko prvenstvo           | Barcelona, Španija | 1.    | Skok v daljino | 6,92 m  |
| 2012 | Evropsko prvenstvo           | Helsinki, Finska   | 5.    | Skok v daljino | 6,55 m  |
| 2003 | Evropsko prvenstvo do 23 let | Bydgoszcz, Poljska | 3.    | Skok v daljino | 6,70 m  |
| 2003 | Evropsko prvenstvo do 23 let | Bydgoszcz, Poljska | 3.    | Troskok        | 14,04 m |

##### Svetovno prvenstvo
| Leto | Tekmovanje                   | Prizorišče          | Mesto | Disciplina     | Daljava |
| ---- | ---------------------------- | ------------------- | ----- | -------------- | ------- |
| 2000 | Svetovno mladinsko prvenstvo | Santiago, Čile      | 14.   | Skok v daljino | 5,93 m  |
| 2005 | Svetovno prvenstvo           | Helsinki, Finska    | 20.   | Skok v daljino | 6,34 m  |
| 2011 | Svetovno prvenstvo           | Daegu, Južna Koreja | 2.    | Skok v daljino | 6,76 m  |

##### Olimpijske igre
| Leto | Tekmovanje      | Prizorišče                  | Mesto | Disciplina     | Daljava | Opombe           |
| ---- | --------------- | --------------------------- | ----- | -------------- | ------- | ---------------- |
| 2004 | Olimpijske igre | Atene, Grčija               | 13.   | Skok v daljino | 6,53 m  |                  |
| 2004 | Olimpijske igre | Atene, Grčija               | 20.   | Troskok        | 14,12 m |                  |
| 2012 | Olimpijske igre | London, Združeno kraljestvo | X     | Skok v daljino | X       | DISKVALIFIKACIJA |

Olimpijskih iger 2008 se ni udeležila zaradi nosečnosti.

## Osebni rekordi

##### Na prostem
| Leto | Dogodek        | Dolžina | Prizorišče         |
| ---- | -------------- | ------- | ------------------ |
| 2010 | Skok v daljino | 6,92 m  | Barcelona, Španija |
| 2004 | Troskok        | 14,12 m | Atene, Grčija      |

##### V dvorani
| Leto | Dogodek        | Dolžina | Prizorišče                   |
| ---- | -------------- | ------- | ---------------------------- |
| 2007 | Skok v daljino | 6,67 m  | Birmingham, Velika Britanija |
| 2004 | Troskok        | 13,89 m | Moskva, Rusija               |

## Zasebno življenje
Ineta je poročena z ruskim hokejistom Petrom Schastlivy s katerim ima dva otroka. 